# Wydział Studiów Kulturowych Uniwersytetu w Białymstoku
Wydział Studiów Kulturowych Uniwersytetu w Białymstoku – jeden z piętnastu wydziałów Uniwersytetu w Białymstoku. 

## Kierunki kształcenia
Dostępne kierunki:
- Kulturoznawstwo (studia I i II stopnia)

## Poczet dziekanów
1. prof. dr hab. Alicja Kisielewska (2023–2024)
2. dr hab. Andrzej Kisielewski (od 2024)

## Władze Wydziału
W kadencji 2024–2028:
| Stanowisko                         | Imię i nazwisko              |
| ---------------------------------- | ---------------------------- |
| Dziekan                            | dr hab. Andrzej Kisielewski  |
| Prodziekan ds. dydaktycznych       | dr Karolina Szymborska       |
| Prodziekan ds. naukowych i rozwoju | dr hab. Krzysztof Arcimowicz |

## Struktura organizacyjna
| Jednostka                                       | Kierownik                        |
| ----------------------------------------------- | -------------------------------- |
| Zakład Antropologii Kultury                     | dr hab. Tomasz Olchanowski       |
| Zakład Studiów nad Kulturą i Mediami            | prof. dr hab. Alicja Kisielewska |
| Zakład Studiów nad Kulturą Współczesną i Filmem | dr hab. Ewa Katarzyna Citko      |